# Diocesi di Sulletto
La diocesi di Sulletto (in latino Dioecesis Sullectina) è una sede soppressa e sede titolare della Chiesa cattolica.

## Storia
Sulletto, identificabile con Salacta (governatorato di Mahdia) nell'odierna Tunisia, è un'antica sede episcopale della provincia romana di Bizacena.
Sono tre i vescovi documentati di Sulletto. Nel concilio donatista di Bagai del 394 furono condannati i vescovi che avevano consacrato per la sede di Cartagine, tra il 393 e il 394, il dissidente Massimiano; tra questi il vescovo Marziano. Il nome di Proficio figura al 93º posto nella lista dei vescovi della Bizacena convocati a Cartagine dal re vandalo Unerico nel 484; Proficio, come tutti gli altri vescovi cattolici africani, fu condannato all'esilio. Procopio di Cesarea, nella sua Guerra Vandalica, parla di un vescovo di Sulletto, di cui non riporta il nome, in occasione delle imprese del generale Belisario in Nordafrica nel 533.
Dal 1933 Sulletto è annoverata tra le sedi vescovili titolari della Chiesa cattolica; dal 6 dicembre 2008 il vescovo titolare è Ulrich Boom, già vescovo ausiliare di Würzburg.

## Cronotassi

### Vescovi
- Marziano † (menzionato nel 394) (vescovo donatista)

- Proficio † (menzionato nel 484)
- Anonimo † (menzionato nel 533)

### Vescovi titolari
- Martin-Léonard Bakole wa Ilunga † (21 giugno 1966 - 26 settembre 1967 nominato arcivescovo di Luluabourg)
- Josef Schoiswohl † (1º gennaio 1969 - 10 giugno 1969 nominato arcivescovo titolare di Monteverde)
- José Maria Dalvit, M.C.C.I. † (14 maggio 1970 - 16 marzo 1971 dimesso[4])
- Vicente Ramón Hernández Peña † (3 maggio 1974 - 11 giugno 1982 succeduto vescovo di Trujillo)
- Antanas Vaičius † (5 luglio 1982 - 10 marzo 1989 nominato vescovo di Telšiai)
- Benjamín Jiménez Hernández † (13 maggio 1989 - 4 ottobre 1993 nominato vescovo di Culiacán)
- José Soleibe Arbeláez (19 luglio 1999 - 6 dicembre 2002 nominato vescovo di Caldas)
- Fausto Gabriel Trávez Trávez, O.F.M. (1º febbraio 2003 - 27 marzo 2008 nominato vescovo di Babahoyo)
- Ulrich Boom, dal 6 dicembre 2008